# 서천버스터미널
서천버스터미널은 충청남도 서천군 서천읍 서천로 29(군사리 184-21)에 있는 시외버스및 농어촌버스 터미널이다.
1981년에 지어진 지상 1층 건물로 매표소, 매점, 상업시설 등이 자리 잡고 있었으나 인구 감소로 인해 이용객이 줄고 건물도 노후화되었다. 2010년 7월 말에 기존터미널을 리모델링하여 승차홈 증설, 비가림막 설치, 추가 보행구간 등을 설치했다.

## 노선

### 시외버스
기존 서울남부버스터미널로 가는 무정차 노선 시외버스는 첫차가 오전 9시 40분에 출발하여 서천군에서 서울로 가고자 하는 이용객이 서울에 늦게 도착하는 등 불편이 발생해 서천군, 조의환 의원이 지속적으로 첫차 시간을 앞으로 당겨줄 것을 요구했다. 이에 따라 충남도청 및 운행 회사에서 이 요구를 받아들여 2014년 12월 1일부터 첫차 시간이 오전 9시 40분에서 8시 20분으로 당겨지게 되었다.
| 방면        | 행선지 |
| ----------- | --- |
| 수도권 방면 | 서울남부, 성남 |
| 충청권 방면 | 공주, 광천, 내포시, 논산, 대전, 대천해수욕장, 서대전, 보령, 부여, 신례원, 신창, 아산(온양), 연무대, 연산, 예산, 장항, 천안, 청양, 홍산, 홍성 |
| 호남권 방면 | 전주 |

### 시내, 농어촌 버스
- 72번 : 군산대-서천터미널 (1시간 간격(매 시간 23분 출발)으로 운행)
- 서천군 농어촌버스 시간표[깨진 링크(과거 내용 찾기)]